# Pierre Decroo
Pierre Decroo, né le 31 décembre 1913 à Bergues et mort en service aérien commandé le 25 mai 1950 à Marolles-en-Hurepoix, est un aviateur français, pilote de chasse de la France libre et pilote d'essai.

## Biographie

### Entre-deux-guerres
Passionné d'aviation, Pierre Decroo s'inscrit à l'École d'Orly, dirigée par Guy Bart, et obtient son brevet de pilote à 18 ans, en 1930. L'année suivante il participe au Tour de France aérien des avions de tourisme sur un Farman F.200, et remporte l'épreuve dans sa catégorie. Il entre dans l'armée en 1934, sort premier de sa promotion d'élève pilote et gagne un concours d'acrobaties. Il est affecté comme observateur à la base aérienne de Nancy.
En 1935, avec Jacques Vandroy, il s'embarque sur un petit biplan Morane-Saulnier MS 60 Moth équipé d'un moteur de 85 CV pour un raid de 20,000 kilomètres qui le conduit au Soudan. Puis il devient moniteur à Ambérieu-en-Bugey à l'école Caudron et chef pilote à Cognac, dont le président est Maurice Hennessy, propriétaire d'un Percival Gull que Decroo aura à plusieurs reprises la possibilité de piloter à travers l'Europe pour y effectuer de nombreux voyages et rallyes.

### Seconde Guerre mondiale
À l'entrée en guerre de la France, en 1939, il devient moniteur d'acrobatie aérienne à l'École de l'air et entre peu de temps après comme pilote d'essai à l'Arsenal de l'aéronautique, pour être le second de Modeste Vonner.
Passé en zone libre, il pratique le vol à voile et devient chef de centre adjoint à Saint-Auban-sur-Durance et recordman de France de durée et d'altitude en planeur biplace avec son complice Henri Foucaud en octobre 1942, avec 11,30 heures en l'air, contre 7 heures précédemment et une altitude de 3 060 mètres contre les 1 800 mètres de l'ancien record.16 heures selon J. Noetinger
Il quitte la France en janvier 1943, traversant les Pyrénées et l'Espagne. Épuise, malade, il est recueilli à Séville par des Anglais après 26 jours de marche. Après l'avoir soigné, ils l'emmènent à Lisbonne d'où il gagne l'Angleterre à bord d'un hydravion. Ses pieds le faisant terriblement souffrir, il sera soigné pendant deux mois, avant d'intégrer le groupe de chasse 2/2 « Berry » des Forces aériennes françaises libres (Squadron 345 pour la Royal Air Force), commandé par Jean Accart. Decroo prend le pseudonyme de « Peter ». Il vole sur Spitfire. Il participe à de nombreuses missions de chasse et d'attaque au sol.  Au cours de l'une d'elles, il coule à la bombe un navire de 5 000 tonnes et rentre à sa base criblé de balles, les ailerons déchiquetés par l'éclatement des boites de cartouches, et se pose sur le ventre. 
Le 6 juin 1944, commandant de Wing, il est opérationnel à 3h15 le jour du débarquement de Normandie, et exécutera quatre missions dans la journée. En décembre 1944, avec ses 4 000 heures de vol, il est nommé lieutenant et commandant d'une escadrille basée à Anvers.
Le 7 avril 1945, commandant une escadrille dans l'attaque de camions convoyant des munitions, il subit l'effet des déflagrations et son avion prend feu. Il réussira à se poser sans trop de dommages. Il est démobilisé de la RAF en juin 1945. 

### Après guerre
Après la guerre, il entre au Centre d'essais en vol (CEV) de Marignane après avoir obtenu la licence de pilote d'essais n° 102. En août 1945, il casse une roue d'un Focke-Wulf Fw 190 lors d'un atterrissage et sort indemne de l'avion tournoyant sur la piste.
Il réintègre l'Arsenal de l'aéronautique en 1946. Il est chargé l'année suivante des essais et du premier vol le 10 octobre 1947 du monoplace A-O-101, et trois mois plus tard du bimoteur Arsenal VB-10. Le 10 janvier 1948, il décolle de Villacoublay, pour un vol d'essais, mais à la verticale d'Antony la rupture du régulateur d'une des hélices entraîna un passage au petit-pas de l'hélice, provoquant un surrégime d'un moteur et la rupture d'embiellage avec une fuite d'huile, qui déclencha un incendie qui se propagea jusqu'à la cabine. Ne voulant pas que son avion s'écrase sur la ville, il ne saute pas de suite en parachute et mène son appareil le plus loin possible avant de sauter au tout dernier moment, à 150 mètres du sol. Il se fait une double fracture du crâne et il se fracture également les jambes. Souffrant de nombreuses brûlures, il va lutter plusieurs semaines contre la mort et recevra la croix d'officier de la Légion d'honneur à titre militaire pour ses actions passées, décoration remise pour cet acte héroïque dans l'urgence, vu son état critique, sur son lit d'hôpital, par le ministre de l'Air André Maroselli.
Un an après, il reprend le manche et, en 1950, participe aux essais de l'avion de chasse à réaction Arsenal VG 90-01 destiné à l'Aéronavale, à la suite de l'accident de Modeste Vonner au mois de mars 1950. Il meurt le 25 mai 1950 en effectuant un vol de routine à basse altitude à bord du VG-90-01, lorsque son train d'atterrissage sort brusquement à une vitesse trop élevée, arrachant les trappes qui viennent percuter l’empennage. L'appareil s'écrase dans le parc du château de Marolles sur la commune de Marolles-en-Hurepoix où s'élève aujourd'hui une stèle commémorative. Pierre Decroo aura le droit à des funérailles nationales. Les recherches se poursuivront sur l'Arsenal VG 90-02 avec un nouveau pilote, Claude Dellys, qui connaîtra la même fin tragique deux ans plus tard.
Il est inhumé au cimetière du Père-Lachaise (97e division).

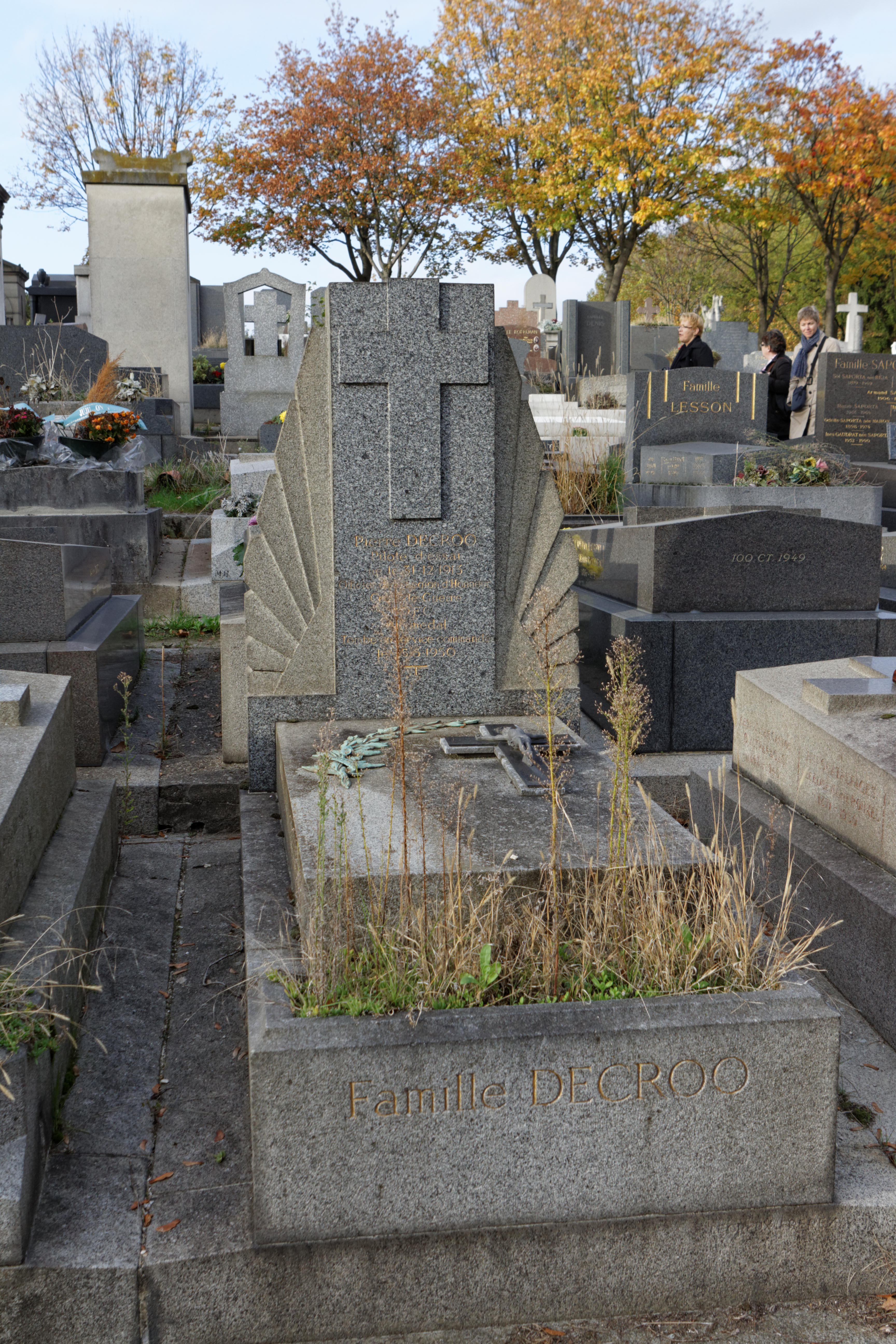
Tombe au cimetière du Père-Lachaise.

En moins de vingt ans, Pierre Decroo a piloté 103 appareils différents, dont le Potez 58, et compte 5 300 heures de vol. C'était, selon son entourage, un homme d'une grande simplicité, équilibré, d'un grand sang froid avec le sens de l'humour et bien modeste lorsqu'il parlait de sa carrière.

## Postes, grades
- 1939-1940 : Pilote d'essais à l'Arsenal de l'aéronautique
- Sous-Lieutenant
- 1943-1945 : Pilote de chasse de la RAF et des Forces aériennes françaises libres
- décembre 1944 : Lieutenant et commandant d'une escadrille, vole pendant la guerre sur Spitfire et Typhoon
- juillet 1945-1946 : Pilote d'essais (brevet no 102 de 1945), au centre d'essais en vol de Marignane et de Brétigny
- 1945 : Capitaine
- 1946 : Pilote d'essais à l'Arsenal de l'aéronautique
- 1947 : Pilote d'essais chargé des essais du bimoteur à hélice contrarotative Arsenal VB-10

## Ses programmes d'essais
- 1940 - Arsenal VG 33
- 1945 - Gros hydravions hexamoteurs, Latécoère 631 et SNCASE SE.200
- 1947 - 1er vol du monoplace expérimental A-0-101 le 10 octobre 1947
- 1948 - 1er vol du Arsenal VB-10
- 1950 - Arsenal VG 90

## Hommages
- Funérailles nationales
- Une plaque au beffroi de la ville de Bergues (aujourd'hui disparue)
- Son nom fut donné à une rue de la ville de Bergues

## Distinctions
- Officier de la Légion d'honneur (1948) à titre militaire, remise sur son lit d'hôpital pour avoir emmené son avion en feu le plus loin de la ville d'Antony et être entre la vie et la mort.
- Croix de guerre 1939-1945
- Médaille de l'Aéronautique 6 citations
- Distinguished Flying Cross (Royaume-Uni)
- Air Medal américaine